# Marc-Vivien Foé
Marc-Vivien Foé (1. května 1975, Nkolo, Kamerun – 26. června 2003, Lyon, Francie) byl kamerunský fotbalista, který nastupoval především v záložních řadách fotbalového týmu.

## Kariéra
Foé začal svou fotbalovou kariéru v kamerunském týmu Canon Yaoundé. Zúčastnil se i Mistrovství světa ve fotbale v roce 1994, což neuniklo pozornosti vedení týmu RC Lens, kterého si ho k sobě přetáhlo a Foé zde byl dlouhou dobu oporou týmu. Měl se stát poté jedním z největších přestupů roku 1998, kdy o něj měl zájem Manchester United FC, ale těsně před přestupem si zlomil nohu. Díky tomuto zranění zmeškal i fotbalové mistrovství v témže roce. Do Anglie se ale přece jen podíval, a to do týmu West Ham United FC. Zde setrval dvě sezony a poté se stěhoval zpět do Francie, do Olympique Lyon. Po dvou sezonách byl uvolněn na hostování do týmu Manchester City FC, kde zůstal až do své smrti.

## Smrt
26. červen 2003 se stal pro Marca osudným. Zkolaboval během utkání Konfederačního poháru FIFA při zápase s týmem Kolumbie v 71. minutě zápasu. Oživovací manévry byly marné, nepovedlo se ho zachránit. Foé zemřel na následky srdečního selhání. Lékařské testy poté potvrdily, že v těle nebyly nalezeny žádné drogy. O půl roku později, 25. ledna 2004, zemřel na stejnou příčinu i Miklós Fehér.

## Vyznamenání, uznání, památníky
Jeho smrt vzbudila na veřejnosti velký zármutek, šok a zároveň snahu o zachování jeho památky. Během semifinále turnaje, při kterém Foé zemřel, reprezentanti Francie vztyčili ukazováčky směrem k nebi poté, co Thierry Henry vstřelil branku na znamení věnování střeleckého úspěchu Foému. Spousta předních funkcionářů navrhovala, aby byl Konfederační pohár FIFA přejmenován na Pohár Marca Viviena-Foé. Padl i návrh, že stadion, na kterém zemřel (Stade Gerland), má být pojmenován po něm. Bývalý manažer Manchester City FC Kevin Keegan uvedl ve známost, že číslo dresu, ve kterém Foé hrál (23) bude navždy vyřazeno z kádru. Foému je také věnována plaketa na zdi v pamětních zahradách týmu Manchester City. Po pohřbu v Kamerunu byl prezidentem tohoto státu vyznamenán za zásluhy při reprezentování své země. Jeho první evropský klub, RC Lens, po něm pojmenoval ulici v blízkosti svého stadionu.

## Reprezentace
Foé za kamerunskou reprezentaci odehrál 64 zápasů, v nichž vstřelil 8 branek.